# Модель AD-AS

Модель AD-AS (модель сукупного попиту (англ. Aggregate Demand, AD) та сукупної пропозиції (англ. Aggregate Supply, AS)) — макроекономічна модель, що визначає рівноважні обсяги сукупних величин попиту та пропозиції в залежності від рівня цін та послуг на ринку в середині країни.

## Крива сукупного попиту
Сукупний попит є сумою видатків на виготовлені товари та послуги в економіці. Він відображує зв'язок між сукупним об'ємом випуску та рівнем цін в економіці. В структурі сукупного попиту виділяють: попит на споживчі товари та послуги, попит на інвестиційні товари, попит на товари та послуги з боку держави, попит на експорт іноземними економічними агентами.
Крива сукупного попиту AD (англ. aggregate demand) відображує певну кількість товарів і послуг, яку споживачі готові придбати при кожному можливому рівні цін.